# Pygmalioneffekten
Pygmalioneffekten eller Rosenthaleffekten henviser til det psykologiske fænomen, at jo større tro på og forventninger man tillægger personer, ofte børn og studerende, desto bedre fungerer de.
Rosenthal-effekten er evident.
Navnene på fænomenet stammer dels fra den græske sagnfigur Pygmalion, som kunne gøre sine skulpturer levende ved tankens kraft. Dels fra psykologen Robert Rosenthal, som i 1960'erne gennemførte en række psykologiske eksperimenter som bekræftede, at man kan påvirke både dyrs og andre menneskers præstationer gennem forventningerne til dem.
Pygmalioneffekten er en selv-forstærkende effekt i både negativ og positiv retning.
Personer med negative forventninger forstærker deres negative tendenser medens positive mennesker har succes med deres forventninger pegende i den rigtige retning.
Indenfor det sociale område sammenkædes effekten ofte i forbindelse med uddannelse og social position.

## Eksterne referencer
1. ↑  Forvent det bedste – få det bedste - artikel af Ida Hammerich Nielson (Webside ikke længere tilgængelig),
UNIvers nr. 7, 7. juni 2011, Folkeuniversitet, fra 20 psykologiske eksperimenter, red. Henrik Høgh-Olesen og Thomas Dalsgaard